# Argina cingulifera
Argina cingulifera là một loài bướm đêm thuộc phân họ Arctiinae, họ Erebidae.